# 김재곤 (일진회)
김재곤(金載坤, ? ~ 1913년 8월 15일)은 대한제국 말기에 일진회와 자위단원호회 회원으로 활동했던 인물이다.

## 생애
1904년 10월부터 일진회 사무원으로 활동하였다. 1906년 일진회 총대로 한성부에 파견되었다. 1907년에는 군부조사국 위원장과 총무국 간사를 맡았다. 당시 일진회는 한일 병합 조약 체결을 위해 청원 운동을 벌이는 등 여론몰이에 앞장서고 있었다. 김재곤은 대구, 광주, 공주 방면의 연사로 참여하였다.
대한제국 군대 해산 이후 각 지역에서 의병 활동이 거세지면서 일진회원을 살해하는 사태에 이르자 의병 탄압을 위한 자위단원호회가 조직되었고 김재곤은 1907년 11월에 제9부 위원장으로서 위원들을 인솔해 함경북도 지역에 파견되었다.
1908년부터 일진회 평의회원으로 재직하던 중 1909년 업무상의 중대 과실이 적발되어 일진회에서 출회당했다. 그러나 형식상 출회당한 뒤에도, 1909년 안중근에게 사살당한 이토 히로부미의 조문단을 맞이하러 나가는 등 일진회 회원들과 함께 행동한 기록이 있다.

## 사후
2008년 민족문제연구소가 정리한 친일인명사전 수록예정자 명단 친일단체 부문과 2007년 발표된 대한민국 친일반민족행위진상규명위원회의 친일반민족행위 195인 명단에 포함되었다.

## 같이 보기
- 일진회
- 자위단원호회

## 참고자료
- 친일반민족행위진상규명위원회 (2007년 12월). 〈김재곤〉 (PDF). 《2007년도 조사보고서 II - 친일반민족행위결정이유서》. 서울. 1672~1677쪽쪽. 발간등록번호 11-1560010-0000002-10. [깨진 링크(과거 내용 찾기)]